# Chiesa di San Pasquale Baylon (Foggia)
La chiesa di San Pasquale Baylon è un luogo di culto cattolico di Foggia.

## Storia
L'edificio venne costruito dal 1724 al 1731 assieme al convento dei Frati minori Alcantarini. Nel XIX secolo lo stato unitario ne incamerò la proprietà, destinando il convento a usi militari. Gli Alcantarini vi fecero ritorno nel 1889.

## Descrizione
La chiesa è barocca, con facciata caratterizzata da un portico e da un rosone policromo raffigurante San Pasquale Baylon. L'interno è a croce latina ad una navata, con cappelle laterali intercomunicanti e il catino absidale. Le ultime due cappelle laterali fungono da transetto, sui loro altari si ritrovano gli stemmi dei marchesi Freda (cappella a sinistra) e dei marchesi Filiasi (cappella a destra), entrambe famiglie foggiane che contribuirono alle spese di costruzione della chiesa. Nel pavimento della cappella a sinistra, con funzione di botola della camera funeraria sottostante, si può ancora vedere la lapide della famiglia Freda, in marmo intarsiato. Nella prima cappella a sinistra vi è una "deposizione" di scuola napoletana del XVIII secolo.

## Galleria d'immagini

La Chiesa di San Pasquale Baylon negli anni '70